# Walker Hampson
Walker Hampson (24 tháng 7 năm 1889 – 28 tháng 6 năm 1959) là một cầu thủ bóng đá người Anh từng thi đấu ở vị trí wing half ở Football League cho South Shields, Hartlepools United, Charlton Athletic, Chesterfield và Burnley.

## Đời sống cá nhân
Hampson là anh em của các cầu thủ bóng đá Billy và Tommy Hampson. Ông phục vụ ở vị trí pháo thủ trong Pháo binh Hoàng gia Anh trong Thế chiến thứ nhất. Vào tháng 1 năm 1917, Hampson được đưa đến Trạm cứu thương số 11 tại Varennes do viêm bao hoạt dịch ở gối phải. Ông được xuất ngũ vào tháng 9 năm 1917.

## Thống kê sự nghiệp
| Câu lạc bộ         | Mùa giải       | Giải vô địch         | Giải vô địch | Giải vô địch | Cúp FA | Cúp FA | Tổng | Tổng |
| Câu lạc bộ         | Mùa giải       | Giải vô địch         | Trận         | Bàn          | Trận   | Bàn    | Trận | Bàn  |
| ------------------ | -------------- | -------------------- | ------------ | ------------ | ------ | ------ | ---- | ---- |
| Burnley            | 1914–15        | First Division       | 4            | 0            | 0      | 0      | 4    | 0    |
| Hartlepools United | 1922–23        | Third Division North | 22           | 4            | 0      | 0      | 22   | 4    |
| Chesterfield       | 1923–24        | Third Division North | 12           | 0            | 0      | 0      | 12   | 0    |
| Tổng sự nghiệp     | Tổng sự nghiệp | Tổng sự nghiệp       | 38           | 4            | 0      | 0      | 38   | 4    |